# Урюш-Битуллинский сельсовет
Урюш-Битуллинский сельсовет — муниципальное образование в Караидельском районе Башкортостана.
Административный центр — деревня Мрясимово.

## История
Статус и границы сельского поселения установлены Законом Республики Башкортостан от 17 декабря 2004 года № 126-З «О границах, статусе и административных центрах муниципальных образований в Республике Башкортостан».
Законом Республики Башкортостан от 22 апреля 2013 года №671-з «О переносе административного центра Урюш-Битуллинского сельсовета Караидельского района Республики Башкортостан» административный центр  сельсовета был перенесён из деревни Урюш-Битуллино в Мрясимово.

## Население
| 2002  | 2009  | 2010  | 2012  | 2013  | 2014  | 2015  |
| ----- | ----- | ----- | ----- | ----- | ----- | ----- |
| 1698  | ↘1628 | ↘1427 | ↘1361 | ↘1314 | ↘1242 | ↘1195 |
| 2016  | 2017  | 2018  |       |       |       |       |
| ↘1152 | ↘1140 | ↘1115 |       |       |       |       |

## Состав сельского поселения
| №  | Населённый пункт | Тип населённого пункта          | Население |
| -- | ---------------- | ------------------------------- | --------- |
| 1  | Мрясимово        | деревня, административный центр | ↘243      |
| 2  | Красный Урюш     | село                            | ↘502      |
| 3  | Татарский Урюш   | деревня                         | ↘258      |
| 4  | Урюш-Битуллино   | деревня                         | ↘126      |
| 5  | Седяш-Нагаево    | деревня                         | ↘89       |
| 6  | Чемаево          | деревня                         | ↘66       |
| 7  | Атняшкино        | деревня                         | ↘61       |
| 8  | Бурхановка       | деревня                         | ↗41       |
| 9  | Хорошаево        | деревня                         | ↗20       |
| 10 | Николо-Казанка   | деревня                         | ↗12       |
| 11 | Имяново          | деревня                         | ↗4        |
| 12 | Шаушак           | деревня                         | →3        |
| 13 | Калтасы          | деревня                         | →2        |

До декабря 1986 года в состав сельсовета входила деревня Моховое Озеро, исключенная из учетных данных Указом Президиума ВС Башкирской АССР от 12.12.1986 N 6-2/396 «Об исключении из учетных данных некоторых населенных пунктов»).